# Morfología vegetal
La Morfología vegetal, en sentido amplio, se define como el estudio de la estructura y forma de las plantas, e incluye la Citología y la Histología. La primera se ocupa del estudio fino de la constitución de la célula y la segunda del estudio de los tejidos. Citología e Histología, conjuntamente, son necesarias para comprender la anatomía vegetal, o sea, su constitución interna y, además, son un complemento de la organografía, exomorfología o morfología en sentido estricto, que trata de la forma externa de las plantas.

## Métodos de la morfología vegetal
Las plantas nos ofrecen una infinidad de formas particulares y el objetivo de la morfología es descubrir los patrones o regularidades generales en el fondo de tal diversidad, asimismo comprender y describir tal diversidad desde varios puntos de vista. Para alcanzar este fin se pueden seguir dos caminos:
- La morfología puede estudiarse sobre la base de simples observaciones, sin tener en cuenta criterios de causalidad, mediante el examen comparativo. Mediante suposiciones de muchas formas individuales, en el cual se puede encontrar el plan fundamental o el tipo de un grupo de formas. Este camino es el que sigue la llamada morfología descriptiva y comparativa, que parte de la idea de que la infinidad de formas no son más que variaciones de un mismo tipo de estructura primitiva. Su objeto es reconocer estos tipos y derivarlos de los casos particulares, uno de los principales representantes fue Goethe, quien en su obra Metamorfosis de las plantas (Versuch die Metamorphose der Pflanzen zu erklären) publicada en 1790, trató de encontrar el tipo de la "planta primitiva".
- Es también posible plantearse la cuestión acerca del origen de tales tipos e investigar las causas a las que se deben las concordancias topológicas. Este segundo camino es el de la morfología experimental o analítica, de la que procede la actual fisiología del desarrollo.

El objetivo principal del trabajo morfológico en botánica, es la interpretación histórica de las estructuras recientes mediante la consideración de su origen filogenético natural, es decir, comparar la diversidad de formas actuales con las formas comunes iniciales simples, que constituyen, respecto a las actuales, el estado básico o el punto de partida. De este modo el tipo abstracto, de aspecto primitivo, se convierte en la forma ancestral, real, de la cual se ha derivado la actual diversidad de diferenciaciones.

## Organización del cuerpo de la planta

Anatomía de una eudicotiledónea.

El cuerpo de las plantas vasculares está marcadamente polarizado y formado por dos porciones básicas: un vástago orientado hacia la luz, que vive en ambiente aéreo, compuesto por tallo y hojas, y una raíz, órgano de fijación y absorción que vive en el suelo. Este tipo de cuerpo vegetativo se llama cormo y se presenta en las pteridófitas y en las espermatófitas, que por eso se llaman también cormófitos.
Es difícil hacer una distinción entre tallo y hojas, ambos órganos tienen origen común en el meristema apical caulinar, y están relacionados con estrecha dependencia a lo largo de todo su período de crecimiento. Por eso tallo y hojas se consideran como una unidad que constituye el vástago.
En las espermatófitas la diferenciación entre raíz y vástago aparece ya en el embrión joven. Las partes del embrión son radícula, hipocótilo, cotiledones y plúmula. En algunos casos se distingue también el primer entrenudo, entre el nudo cotiledonar y la plúmula: el epicótilo. Durante la germinación el embrión crece, la radícula formará la raíz primaria y la plúmula formará el vástago.